# Campeonato Mundial Feminino de Futebol de Salão (FIFUSA/AMF)
O Campeonato Mundial Feminino de Futebol de Salão - AMF é um torneio internacional de futebol de salão feminino, disputado nas regras FIFUSA/AMF, entre equipes nacionais filiadas a Associação Mundial de Futsal - AMF.

## História
A primeira edição foi promovida pela Associação Mundial de Futsal, no ano de 2008, na cidade espanhola de Reus e contou com a participação de 12 equipes, tendo sido vencida pela seleção da Catalunha.

## Resultados

### AMF
| Ano           | Sede      | Vencedor  | Placar | Vice-campeão | Terceiro lugar | Placar | Quarto lugar |
| ------------- | --------- | --------- | ------ | ------------ | -------------- | ------ | ------------ |
| 2008 Detalhes | Catalunha | Catalunha | 4 - 0  | Galícia      | Colômbia       | 6 - 4  | Rússia       |
| 2013 Detalhes | Colômbia  | Colômbia  | 3 - 2  | Venezuela    | Chéquia        | 4 - 3  | Argentina    |
| 2017 Detalhes | Catalunha | Brasil    | 4 - 2  | Argentina    | Colômbia       | 3 - 0  | Paraguai     |
| 2022 Detalhes | Colômbia  | Colômbia  | 12 - 0 | Canadá       | Venezuela      | 3 - 0  | Catalunha    |

### Novo FIFUSA
| Ano           | Sede      | Vencedor | Placar | Vice-campeão | Terceiro lugar | Placar | Quarto lugar |
| ------------- | --------- | -------- | ------ | ------------ | -------------- | ------ | ------------ |
| 2023 Detalhes | Argentina | Brasil   | 2–1    | Argentina    | Colômbia       | 4–3    | Austrália    |